# فرودگاه جزایر کوکوس
فرودگاه جزایر کوکوس (به انگلیسی: Cocos (Keeling) Islands Airport) یک فرودگاه همگانی با کد یاتا CCK است که یک باند فرود آسفالت دارد و طول باند آن ۲۴۳۸ متر است. این فرودگاه در کشور استرالیا قرار دارد و در ارتفاع ۳ متری از سطح دریا واقع شده‌است.